# Febră puerperală
Febra puerperală este o boală ce apare la femeile lăuze în urma pătrunderii în uter a unor agenți patogeni, mai ales atunci când expulzarea placentei nu a fost completă.
Se mai numește și infecție puerperală, definită ca infecție a tractului genital feminin care apare ca o complicație a nașterii.
Această infecție este cauzată de bacterii care pătrund în uter, apoi ajung în peritoneu și în alte organe abdominale; infecția este însoțită de o febră puternică, iar în absența unui tratament eficace, evoluează în cea mai mare parte din cazuri, în câteva săptămâni spre o septicemie mortală. La supraviețuitoare, se instalează, deseori, o sterilitate permanentă.
Febra puerperală apare ca o stare febrilă care intervine în perioada care urmează unei nașteri sau unui avort, înainte de reapariția menstrelor. În trecut, febra puerperală era o cauza importantă de mortalitate feminină, dar în ultima vreme, a devenit rară în țările dezvoltate, ca urmare a unei mai bune supravegheri a mamei după naștere.
Febra puerperală are patru cauze principale:
- o endometrită (infecție a uterului)
- o flebită uteropelviană sau a membrelor inferioare,
- o infecție urinară,
- o infecție mamară, prin înfundare, abces de sân sau limfangită.

Germenii responsabili sunt, în general, streptococul sau stafilococul. Complicațiile majore sunt o septicemie sau o embolie. Tratamentul face apel la antibiotice.
La vaci, aceeași boală poartă denumirea de Febră vitulară.

## Privire istorică
În nașterea tradițională, așa cum se practica timp de secole (naștere acasă, cu ajutorul unei moașe), febra puerperală era relativ rară. Odată cu fondarea în marile orașe europene a clinicilor de nașteri (de exemplu l'Hôtel-Dieu de la Paris, în secolul al XVII-lea), iar nașterile erau asistate de medici, febra puerperală a devenit o complicație frecventă și de temut. Aceasta, înainte de toate întrucât medicii erau în contact cu alți bolnavi și cu cadavre și se ignora necesitatea unei dezinfectări eficiente: pe mâinile și pe intrumentarul lor, medicii transportau germeni care pătrudeau în căile genitale ale femeilor. În unele instituții se întâmpla uneori ca două treimi din femeile în naștere să moară de această infecție.
Medicul englez Thomas Willis, din secolul al XVII-lea, a dat numele febrei puerperale.
În 1795, Alexander Gordon d'Aberdeen a sugerat că febrele erau rezultatul unor procese infecțioase, și că era capabil să le vindece, însă s-a izbit de neînțelegerea confraților săi.
La rândul său, la mijlocul secolului al XIX-lea, medicul maghiar Ignaz Semmelweis a arătat că trebuie incriminate relele condiții de igienă (îndeosebi din spitale), cât și lipsa de curățenie a medicilor și absența dezifecției. El a descris, cu precizie, evoluția bolii. Femeile atinse de febra puerperală suferă mai întâi de o febră puternică, însoțită de o sete intensă. Apoi pulsul slăbește ca intensitate accelerându-se. Câteva zile mai târziu, apar pe piele pete de un albastru violaceu. Autopsia arată o inflamație generală a organelor, cu focare purulente peste tot. Ignaz Semmelweis și-a văzut și el concluziile ridiculizate și respinse de instituția medicală.
La Bruxelles, din 1840 până în 1860, doctorul Louis Seutin, în fruntea Spitalului Saint-Pierre, cel mai important din oraș, nu a încetat să insiste asupra curățeniei în toate, mai ales în privința femeilor în naștere. Rezultatele pe care le-a obținut i-au părut destul de doveditoare pentru a hotărî să se reconstruiască spitalul potrivit planurilor care separă femeile gravide de răniți și de bolnavii cu febră (potrivit terminologiei epocii).
În 1869, la Strasbourg, Coze și Feltz au observat germenul febrei puerperale, streptococul de grupă A (Streptococcus pyogenes) în sângele unei femei moarte de această boală. În 1879, Pasteur, referindu-se la observațiile pe care le făcuse în 1875 și la publicațiile unor autori germani, afirmă, la rândul său, că febra puerperală este datorată unui microb. Cultivând acest microb, el aduce argumente în favoarea rolului acestuia de agent cauzal.
Rosenbach, în 1884, a dat prima descriere precisă a Streptococcus pyogenes. Teoria microbiană a bolilor contagioase a fost adoptată de lumea medicală la schimbarea secolului, iar antisepsia își câștigase cauza.
În 1935, Colebrook a obținut însănătoșirea de febră puerperală prin tratament cu Prontosil, medicament antibacterian pus la punct de Domagk. 
Astăzi, infecțiile postpartum sunt tratate cu eficacitate cu antibiotice.

## Listă de femei celebre decedate în urma unei febre puerperale
- Marie de Montferrat (1192-1212), fiica lui Conrad de Montferrat, rege al Ierusalimului și soția lui Jean de Brienne, dând naștere Yolandei de Ierusalim.
- Regina Jane Seymour, a treia soție a lui Henric al VIII-lea, dând naștere unicului său moștenitor  băiat, viitorul Eduard al VI-lea.
- Mary Wollstonecraft, dând naștere viitoarei scriitoare Mary Shelley.
- Isabelle de Gramont, soția Ducelui de Gramont dând naștere Antoniei Corisande Elizabeth, viitoarea ducesă de Clermont-Tonnerre.
- Prințesa Alexandra Pavlovna a Rusiei, soția Arhiducelui Joseph al Austriei (1776-1847), în vârstă de doar 17 ani, dând naștere în 1801, unei fetițe născute moartă[14].